# Hannah Troy
Hannah Troy (New York, 1900 – Miami Beach, 1993) è stata una stilista statunitense, accreditata per aver portato la moda italiana negli Stati Uniti e inventato le taglie minuscole.
Nel 1951, dopo le sfilate di moda annuali di Parigi, fece una gita a Firenze e rimase impressionata dagli stilisti italiani, acquistò campioni e tornò negli USA promuovendo la moda italiana.
Grazie a lei, la stagione successiva, quella della storica prima sfilata a Palazzo Pitti, organizzata da Giovanni Battista Giorgini in cui sfilarono per la prima volta nella Sala Bianca gli stilisti Vincenzo Ferdinandi, Roberto Capucci, Germana Marucelli, Emilio Pucci, Giovannelli-Sciarra, l'Atelier Carosa, la Sartoria Antonelli, la Ditta Luisa Spagnoli e altri, si presentarono ad assistere e soprattutto a comprare in 300 tra buyers, produttori e rappresentanti della moda americana e iniziò una nuova era.
Nel luglio del 1954 viene premiata dagli stilisti Emilio Schuberth, Vincenzo Ferdinandi, le Sorelle Fontana, Giovannelli-Sciarra, Eleonora Garnett, Mingolini-Gugenheim e Clarette Gallotti, per il suo ruolo di ambasciatrice della moda italiana negli Stati Uniti in occasione di "Alta Moda a Castel Sant'Angelo" ambientata nella suggestiva cornice del celebre castello.
A metà degli anni '60 ha disegnato l'abito “a tenda” in modo che "anche la donna di taglia robusta possa sembrare elegante".
La Troy descriveva il suo stile come "elegante, un po' classico e senza tempo”. Ha prodotto camicette, abiti e completi, prediligendo seta, lana, tweed, lino, taffetà e raso.
La sua carriera raggiunse l'apice dalla fine degli anni '40 fino al suo ritiro nel 1968. Fornì i migliori negozi di Manhattan come Saks Fifth Avenue, Bergdorf Goodman, Bonwit Teller, Best & Co., Henri Bendel, Lord & Taylor, B. Altman e Bloomingdale's. 
Pat Nixon e Mamie Van Doren erano tra le sue clienti.
Si è sempre occupata di moda fin da adolescente. "Ho iniziato a cucire non appena sono riuscita a infilare un ago", raccontava. A 12 anni preparava gli abiti per le sorelle. Da giovanissima ha fatto anche la modella. Dopo essersi laureata presso la Erasmus Hall High School di Brooklyn NYC, ha lavorato in una società di camicette, quindi ha aperto la sua attività.
È morta all'età di 93 anni al Miami Beach Hospital città dove si era trasferita da tempo.